# ستان كوستر
ستان كوستر (بالإنجليزية: Stan Coster)‏ هو كاتب أغاني أسترالي، ولد في 27 مايو 1930، وتوفي في 25 مارس 1997.

## وصلات خارجية
- ستان كوستر على موقع ميوزك برينز (الإنجليزية)
- ستان كوستر على موقع ديسكوغز (الإنجليزية)